# Phyllophila yangtsea
Phyllophila yangtsea är en fjärilsart som beskrevs av Max Wilhelm Karl Draudt 1950. Phyllophila yangtsea ingår i släktet Phyllophila och familjen nattflyn. Inga underarter finns listade i Catalogue of Life.